# Bryan Brown
Bryan Brown, född 23 juni 1947 i Sydney, är en australisk skådespelare. Brown har medverkat i över 80 filmer och TV-produktioner sedan slutet av 1970-talet, både i sitt hemland Australien och internationellt. Däribland filmerna Breaker Morant (1980), Give My Regards to Broad Street (1984), F/X - Dödlig effekt (1986), Cocktail (1988), De dimhöljda bergens gorillor (1988), FX 2: Livsfarlig illusion (1991), …och så kom Polly (2004), Australia (2008), Kill Me Three Times (2014) och Gods of Egypt (2016). 
Bryan Brown nominerades till en Golden Globe och en Emmy för sin roll som Luke O'Neill i miniserien Törnfåglarna (1983). Han spelade där mot Rachel Ward, som han gifte sig med även i verkligheten. Paret har tre barn.

## Filmografi i urval
- 1978 – Mot alla vindar (Miniserie)
- 1980 – Breaker Morant
- 1981 – Fem svarta höns (TV-serie)
- 1983 – Törnfåglarna (TV-serie)
- 1984 – Give My Regards to Broad Street
- 1986 – F/X - Dödlig effekt
- 1986 – Tai-Pan
- 1987 – The Umbrella Woman
- 1988 – Cocktail
- 1988 – De dimhöljda bergens gorillor
- 1991 – FX 2: Livsfarlig illusion
- 1992 – Panik på hotellet
- 1997 – Twisted Tales (TV-serie)
- 1997 – 20,000 Leagues Under the Sea
- 1999 – Till jordens medelpunkt (TV-serie)
- 2004 – …och så kom Polly
- 2005 – The Poseidon Adventure
- 2008 – Australia
- 2012 – The Good Wife (TV-serie)
- 2014 – Kill Me Three Times
- 2016 – Fyren mellan haven
- 2016 – Gods of Egypt
- 2017 – Australia Day
- 2018 – Pelle Kanin
- 2019 – Bloom (TV-serie)
- 2019 – Palm Beach